# Az Amerikai Egyesült Államok hadereje
Az Amerikai Egyesült Államok hadereje a világ harmadik legnagyobb létszámú hadereje a kínai és az indiai haderő után. Négy haderőnemből – szárazföldi erőkből, a légierőből, a haditengerészetből, a tengerészgyalogságból –, a szárazföldi és a légierők egy-egy tartalékos komponenséből alakított Nemzeti Gárdából, a haderőnemekhez tartozó különleges erőkből, a hadászati parancsnokságból áll. A parti őrség nem haderőnem, hanem rendfenntartó erő, főnökük nem tagja a vezérkari főnökök egyesített tanácsának, háború esetén azonban az elnök a haditengerészet segítségére rendelheti.

## Létszám
- Aktív: 1 359 685 fő (2023)[2]
- Tartalékos: 799 845 fő (2023)

2023-ban a nők száma az amerikai fegyveres erőkben 229 933 fő volt, a teljes aktív erő 17,2%-a. 2010 és 2023 között az aktív szolgálatot teljesítő nők száma 2,8%-kal nőtt.

## Költségvetés
Az Egyesült Államok védelmi költségvetése a 2023. évre 848,9 milliárd dollár, a GDP 3,9%-a. Ez az egész világ fegyverkezésre és védelemre költött összegének 45%-a, többszöröse minden más államénak.

## Hadászati parancsnokság
Haditengerészeti erők
- 18 db Ohio osztályú nukleáris hajtóműves tengeralattjáró
- 432 db hadászati rakéta (Trident II D–5, Trident C–4)

Légierő
- Légierő Űrparancsnokság 550 db interkontinentális hadászati rakétával és 11 rakéta századdal
- Légierő Harci Parancsnoksága 115 db nehéz bombázóval (B–52H, B–2A)

## Szárazföldi erők
Létszám

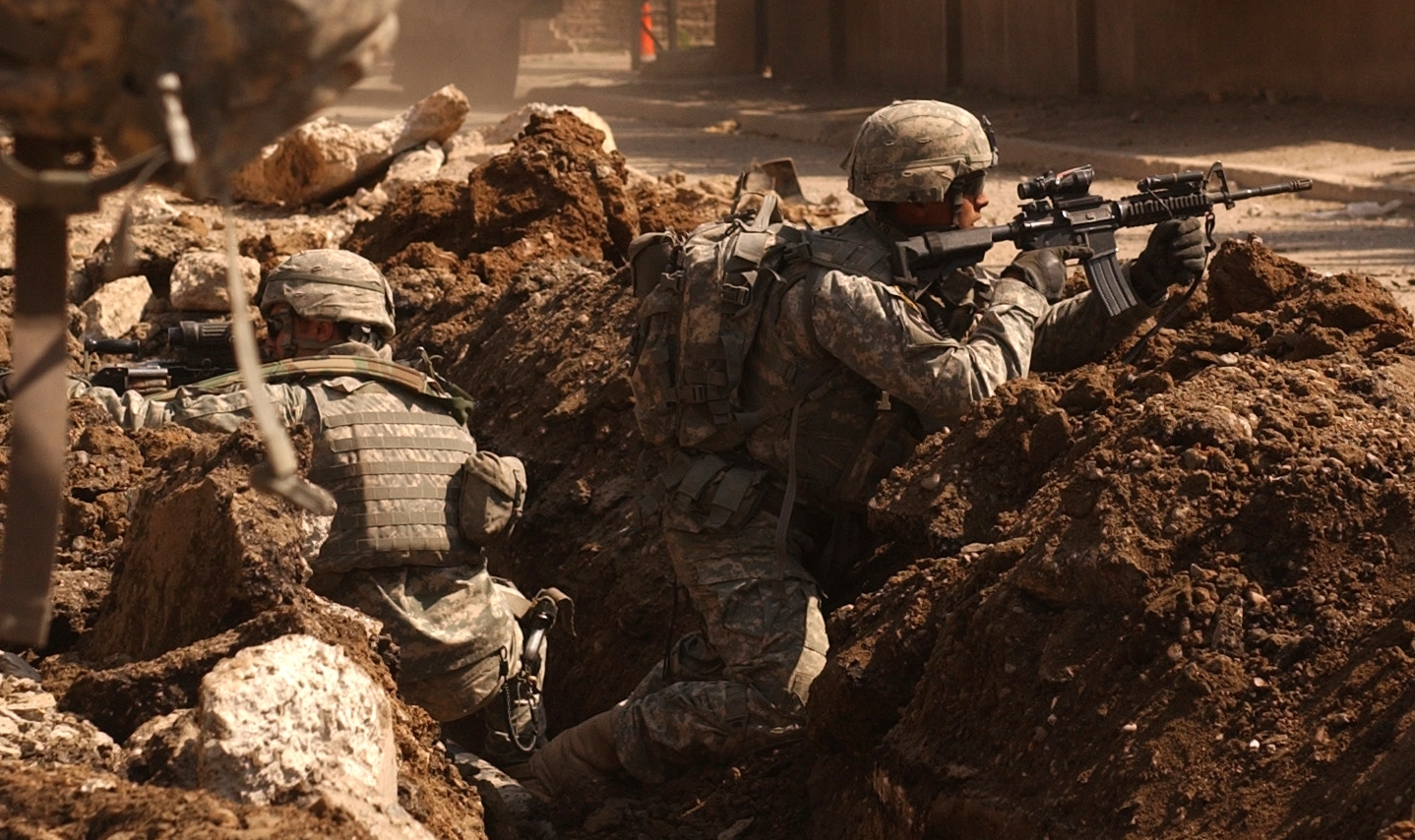
Amerikai katonák 2007. március 21-én Bagdadban

485 500 fő (melyből 71 400 fő nő) [mikor?]
Állomány
- 2 páncélos hadosztály
- 4 gépesített hadosztály
- 2 könnyű gépesített hadosztály
- 1 légiroham-hadosztály
- 1 légideszant-hadosztály
- 1 önálló gyalogosdandár
- 1 légiszállítási alkalmi kötelék
- 5 repülődandár
- 3 páncélos felderítő ezred
- 1 önálló gyalogoszászlóalj
- 6 tüzérdandár

Tartalék: 358 100 fő
- 12 kiképző hadosztály
- 13 regionális parancsnokság
- 6 helikopteres zászlóalj

Felszerelés
- 9170 db harckocsi (M1 Abrams)
- 123 db felderítő harckocsi (Tpz–1 Fuchs)
- 9353 db páncélozott gyalogsági harcjármű (M2/M3 Bradley)
- 16 700 db páncélozott harcjármű (M113, Stryker)
- 5899 db tüzérségi löveg: 1513 db vontatásos, 4386 db önjáró
- 51 db deszanthajó
- 7 db pilóta nélküli repülőgép
- 282 db repülőgép
- 4813 db helikopter

## Légierő
Létszám
369 700 fő
Repülési idő a pilótáknak: 288 óra
Állomány
- 47 vadászrepülő-század
- 6 bombázószázad
- 1 ellenséget jelző század
- 6 felderítő század

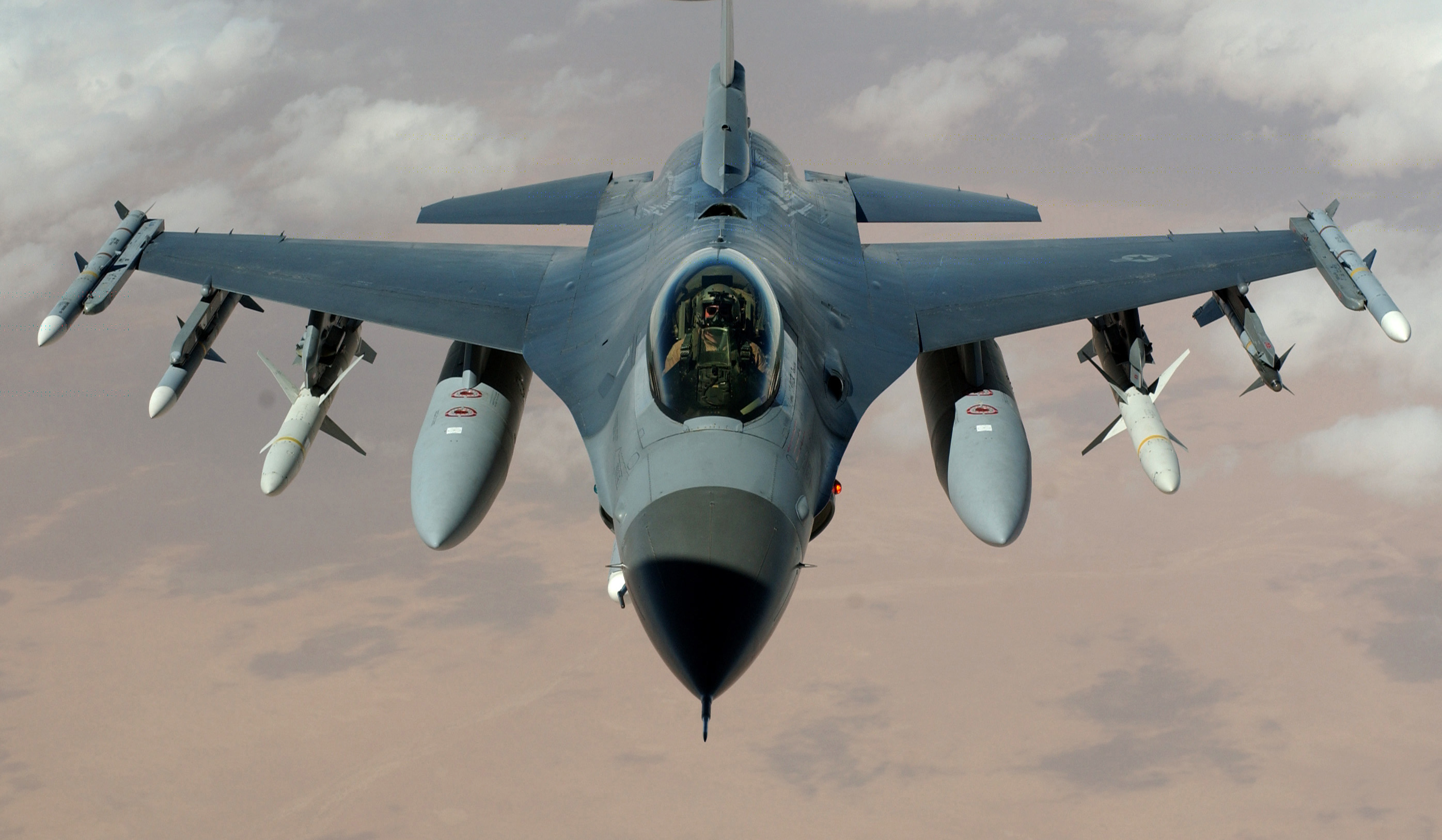
Amerikai F-16-os vadászrepülő

- 6 légi előrejelző és riasztó század
- 7 előrevetett légi irányító század
- 46 kiképző század
- 29 szállítórepülő-század
- 22 légi utántöltő század
- 6 kutató-mentő század
- 3 egészségügyi kiürítő század
- 3 pilóta nélküli repülőszázad

Tartalék: 74 700 fő
- 1 bombázószázad
- 5 közvetlen támogató század
- 19 szállítórepülő-század
- 7 légi utántöltő század
- 30 egyéb feladatú század

Felszerelés
- 2928 db harci repülőgép (F–4, F–15 A/B/C/D, F–16 A/B/C/D, F–22A, F–35 Lightning II, F–111, F–117, A–10)
- 208 db nagy távolságú csapásmérő repülőgép (B–52H, B–1B, B–2A)
- 234 db felderítő repülőgép (U–2, TU–2, RQ–8, RC–135)
- 1045 db szállító repülőgép (C–5, C–12, C–17, C–19, C–20, C–21, C–22, C–25, C–26, C–27, C–32, C–37, C–38, C–130, C–135, C–141)
- 659 db légi utántöltő repülőgép (KC–135, KC–10)
- 230 db helikopter (HH–60G, MH–53, UH–1)
- 14 db pilóta nélküli repülőgép (Global Hawk, Predator)

## Haditengerészet

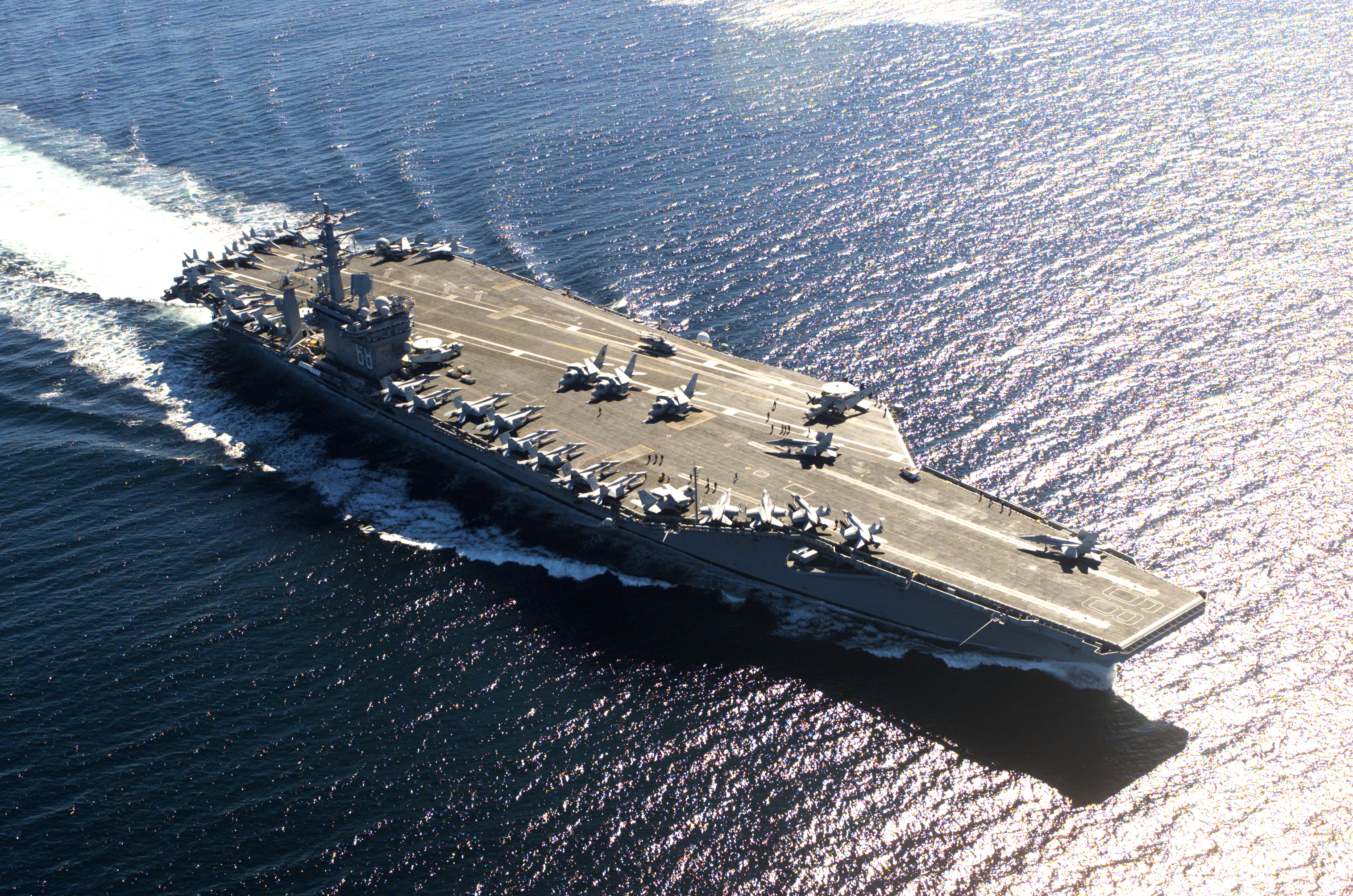
A USS Nimitz amerikai repülőgép-hordozó

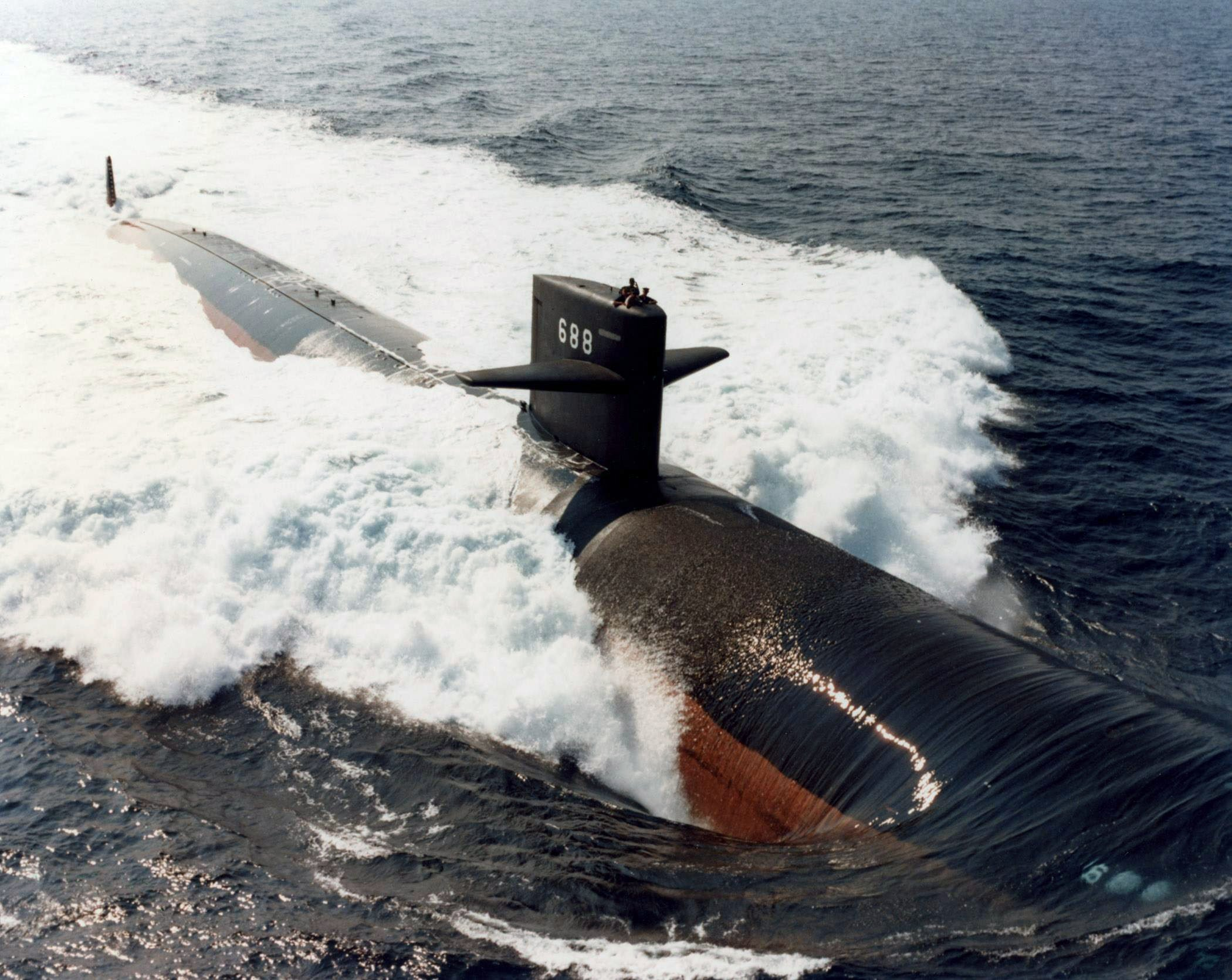
A Los Angeles amerikai vadász-tengeralattjáró

Létszám
385 400 fő
Haditengerészeti flották
- 2. Atlanti
- 3. Csendes-óceáni
- 5. Indiai-óceáni és Perzsa-öböli
- 6. Földközi-tengeri
- 7. Nyugat-csendes-óceáni

Hadihajók
- 72 db tengeralattjáró
- 12 db repülőgép-hordozó
- 27 db cirkáló
- 55 db romboló
- 35 db fregatt
- 21 db járőrhajó
- 27 db aknarakó/szedő hajó
- 41 db deszanthajó
- 60 db egyéb feladatú hajó

Haditengerészeti légierő: 70 230 fő
- 12 vadászszázad
- 24 közvetlen támogató század
- 20 helikopteres század
- Tartalék: 12 század

Parti őrség: 34 480 fő
- 137 db hadihajó

## Tengerészgyalogság
Létszám
173 400 fő
Állomány
- 5 tengerészgyalogos-ezred
- 1 harckocsizászlóalj
- 1 harci támogató zászlóalj
- 1 deszantzászlóalj
- 2 műszaki zászlóalj
- 2 felderítő zászlóalj
- 2 tüzérezred

Tartalék
- 3 tengerészgyalogos-ezred
- 1 tüzérezred
- 1 deszantzászlóalj
- 1 műszaki zászlóalj
- 1 felderítő zászlóalj

Felszerelés
- 403 db harckocsi (M1 Abrams)
- 400 db közepes harckocsi (AAVP7A1 RAM/RS)
- 390 db tüzérségi löveg (M198)

Tengerészgyalogság légiereje
- 450 db repülőgép (AV-8B, F/A-18D, EA-6B, KC-130J, AV-8B+ Harrier II, MV-22 Osprey)
- 279 db harci helikopter (AH-1W, UH-1N, CH-46E, CH-53D, CH-53E, MV-22)

## Űrhaderő
Létszám
8400 fő
Felszerelés
77 db űreszköz

## Különleges erők
Szárazföldi erők
- 5 kisegítő csoport
- 1 ranger-ezred
- 1 lélektani hadviselési csoport

Légierő
- 13 repülőszázad

## Nemzeti Gárda
Létszám
464 300 fő
Szárazföldi Nemzeti Gárda: 355 900 fő
- 1 páncélos hadosztály
- 3 gépesített hadosztály
- 17 tüzérdandár
- 1 páncélos felderítő ezred

Az alábbi alakulatokat mozgósítás után képes kiállítani.
Légi Nemzeti Gárda: 108 400 fő
- 2 bombázószázad
- 4 vadászszázad
- 33 közvetlen támogató század
- 60 vegyes feladatú század

## Külföldön állomásozóUSAerők
- Németország: 55 000 fő
- Dél-Korea: 37 000 fő
- Japán: 18 000 fő
- Földközi-tenger: 14 000 fő
- Olaszország: 10 000 fő
- Törökország: 4000 fő
- Spanyolország: 1800 fő
- Egyesült Királyság (Nagy-Britannia): 900 fő
- Görögország: 300 fő

## Lásd még
- Az afroamerikaiak katonai története